# (38585) 1999 XD67
1999 XD67 (asteroide 38585) é um asteroide troiano de Júpiter. Possui uma excentricidade de 0.11126560 e uma inclinação de 5.74125º.
Este asteroide foi descoberto no dia 7 de dezembro de 1999 por LINEAR em Socorro.